# British Academy Film Awards 1981
Die 34. Verleihung der British Academy Film Awards fand 1981 in London statt. Die Filmpreise der British Academy of Film and Television Arts (BAFTA) wurden in 14 Kategorien verliehen; hinzu kamen eine Spezial- und eine Ehrenpreis-Kategorie. Die Verleihung zeichnete Filme des Jahres 1980 aus.
| Film                                  | N | A |
| ------------------------------------- | - | - |
| Der Elefantenmensch                   | 7 | 3 |
| Hinter dem Rampenlicht                | 6 | 2 |
| Kramer gegen Kramer                   | 6 | 0 |
| Kagemusha – Der Schatten des Kriegers | 4 | 2 |
| Fame – Der Weg zum Ruhm               | 4 | 1 |
| Willkommen Mr. Chance                 | 4 | 1 |
| Das Imperium schlägt zurück           | 3 | 1 |
| Flash Gordon                          | 3 | 0 |
| Meine brillante Karriere              | 2 | 2 |
| Don Giovanni                          | 2 | 0 |
| The Rose                              | 2 | 0 |

## Preisträger und Nominierungen
Mit sieben Nominierungen führte David Lynchs Der Elefantenmensch das Feld der potenziellen Preisträger des Abends an, gefolgt von Bob Fosses Hinter dem Rampenlicht und Robert Bentons Kramer gegen Kramer, die je sechs Nominierungen erhielten. Mit drei Auszeichnungen gewann Der Elefantenmensch schließlich die meisten Preise, während Kramer gegen Kramer leer ausging und so zum großen Verlierer des Abends wurde.

### Bester Film
Der Elefantenmensch (The Elephant Man) – Regie: David Lynch
Kagemusha – Der Schatten des Kriegers (影武者) – Regie: Akira Kurosawa
Kramer gegen Kramer (Kramer vs. Kramer) – Regie: Robert Benton
Willkommen Mr. Chance (Being There) – Regie: Hal Ashby

### Beste Regie
Akira Kurosawa – Kagemusha – Der Schatten des Kriegers (影武者)
Robert Benton – Kramer gegen Kramer (Kramer vs. Kramer)
David Lynch – Der Elefantenmensch (The Elephant Man)
Alan Parker – Fame – Der Weg zum Ruhm (Fame)

### Bester Hauptdarsteller
John Hurt – Der Elefantenmensch (The Elephant Man)
Dustin Hoffman – Kramer gegen Kramer (Kramer vs. Kramer)
Roy Scheider – Hinter dem Rampenlicht (All That Jazz)
Peter Sellers – Willkommen Mr. Chance (Being There)

### Beste Hauptdarstellerin
Judy Davis – Meine brillante Karriere (My Brilliant Career)
Shirley MacLaine – Willkommen Mr. Chance (Being There)
Bette Midler – The Rose
Meryl Streep – Kramer gegen Kramer (Kramer vs. Kramer)

### Bester/beste Nachwuchsdarsteller/-in
Judy Davis – Meine brillante Karriere (My Brilliant Career)
Sônia Braga – Dona Flor und ihre zwei Ehemänner (Dona Flor e seus dois maridos)
Gordon Sinclair – Gregory’s Girl
Debra Winger – Urban Cowboy

### Bestes Drehbuch
Jerzy Kosiński – Willkommen Mr. Chance (Being There)
Jim Abrahams, David Zucker, Jerry Zucker – Die unglaubliche Reise in einem verrückten Flugzeug (Airplane!)
Robert Benton – Kramer gegen Kramer (Kramer vs. Kramer)
Eric Bergren, Christopher De Vore, David Lynch – Der Elefantenmensch (The Elephant Man)

### Beste Kamera
Giuseppe Rotunno – Hinter dem Rampenlicht (All That Jazz)
Caleb Deschanel – Der schwarze Hengst (The Black Stallion)
Freddie Francis – Der Elefantenmensch (The Elephant Man)
Takao Saitō, Masaharu Ueda – Kagemusha – Der Schatten des Kriegers (影武者)

### Bestes Szenenbild
Stuart Craig – Der Elefantenmensch (The Elephant Man)
Danilo Donati – Flash Gordon
Norman Reynolds – Das Imperium schlägt zurück (Star Wars Episode V: The Empire Strikes Back)
Philip Rosenberg – Hinter dem Rampenlicht (All That Jazz)

### Beste Kostüme
Seiichiro Momosawa – Kagemusha – Der Schatten des Kriegers (影武者) 
Danilo Donati – Flash Gordon
Frantz Salieri – Don Giovanni
Albert Wolsky – Hinter dem Rampenlicht (All That Jazz)

### Beste Filmmusik
John Williams – Das Imperium schlägt zurück (Star Wars Episode V: The Empire Strikes Back)
Howard Blake und Queen – Flash Gordon
Michael Gore – Fame – Der Weg zum Ruhm (Fame)
Hazel O’Connor – Breaking Glass

### Bester Schnitt
Alan Heim – Hinter dem Rampenlicht (All That Jazz)
Anne V. Coates – Der Elefantenmensch (The Elephant Man)
Gerald B. Greenberg – Kramer gegen Kramer (Kramer vs. Kramer)
Gerry Hambling – Fame – Der Weg zum Ruhm (Fame)

### Bester Ton
Michael J. Kohut, Christopher Newman, Les Wiggins – Fame – Der Weg zum Ruhm (Fame)
Ben Burtt, Peter Sutton, Bill Varney – Das Imperium schlägt zurück (Star Wars Episode V: The Empire Strikes Back)
Jean-Louis Ducarme, Jacques Maumont, Michelle Nenny – Don Giovanni
Chris McLaughlin, Kay Rose, Theodore Soderberg, James E. Webb – The Rose
Christopher Newman, Maurice Schell, Dick Vorisek – Hinter dem Rampenlicht (All That Jazz)

### Bester animierter Film
Les 3 inventeurs – Regie: Michel Ocelot
Bio Woman – Regie: Bob Godfrey
Seaside Woman – Regie: Oscar Grillo
The Cube – Regie: Kamil Pixa

### Bester Kurzfilm
Sredni Vashtar – Regie: Andrew Birkin
Box On – Regie: Lindsey Clennell
The Dollar Bottom – Regie: Roger Christian
Possessions – Regie: Andrew Bogle

## Spezial- und Ehrenpreise

### Academy Fellowship
Abel Gance – französischer Filmregisseur und -produzent
Michael Powell – britischer Filmregisseur, -produzent und Drehbuchautor
Emeric Pressburger – britischer Filmregisseur, -produzent und Drehbuchautor

### Herausragender britischer Beitrag zum Kino
(Outstanding British Contribution to Cinema)
Kevin Brownlow – Filmhistoriker und -konservator